# هریسویل (نیوهمپشایر)
هریسویل (انگلیسی: Harrisville, New Hampshire) یک شهرک در ایالات متحده آمریکا است که در شهرستان چشایر، نیوهمپشایر واقع شده‌است..

## نگارخانه

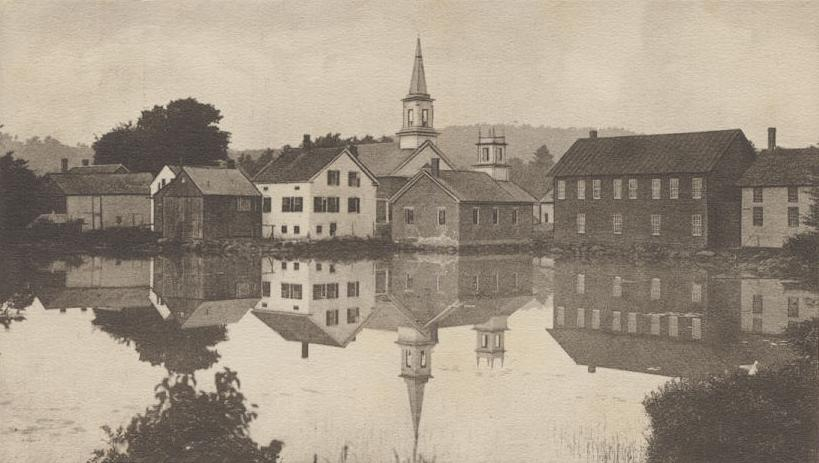
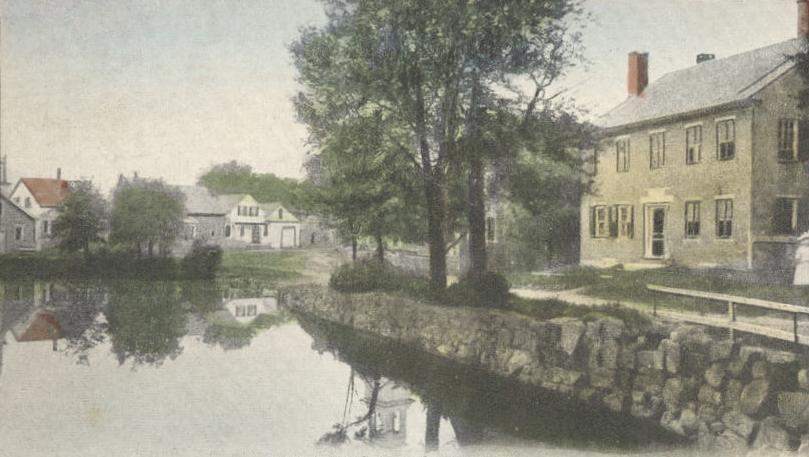
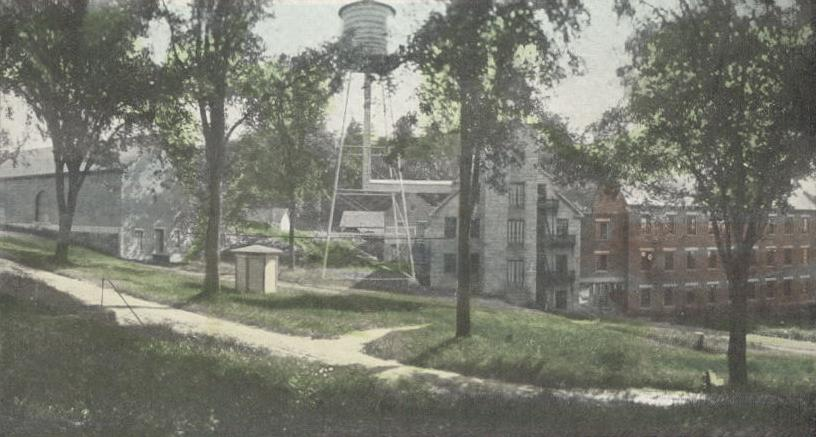